# Heinrichs (Familienname)
Heinrichs ist eine Form von Heinrich und ein deutscher Familienname.

## Namensträger
- Achim Heinrichs (1945–2024), deutscher Altphilologe
- Adolf Heinrichs (1857–1924), preußischer Politiker
- Anne Heinrichs (1912–2007), deutsche Hochschullehrerin für Altskandinavistik
- April Heinrichs (* 1964), US-amerikanische Fußballspielerin
- Axel Erik Heinrichs (1890–1965), finnischer General
- Bert Heinrichs (* 1974), deutscher Philosoph und Hochschullehrer
- Carl Friedrich Christoph Heinrichs (1798–1881), deutscher evangelischer Pfarrer
- Conrad Heinrichs (1786–1849), hessischer Landwirt und Politiker
- Dieter Heinrichs (* 1948), deutscher Fußballspieler
- Dirk Heinrichs (Stifter) (1926–2020), Mitgründer der Stiftung die schwelle
- Dirk Heinrichs (Schauspieler) (* 1965), deutscher Schauspieler
- Dirk Heinrichs (Fußballspieler) (* 1968), deutscher Fußballspieler und -trainer
- Elke Heinrichs (* 1964), deutsche Wasserspringerin
- Emilie Heinrichs (1823–1901), deutsche Schriftstellerin
- Ernst Heinrichs (Verleger) (1893–nach 1962), deutscher Verleger
- Ernst Heinrichs (Maler) (1913–1972), deutscher Maler, Grafiker und Kunstpädagoge
- Falk Heinrichs (* 1960), deutscher Politiker (SPD), MdL
- Felix Heinrichs (* 1989), deutscher Politiker (SPD)
- Georg Heinrichs (1926–2020), deutscher Architekt und Stadtplaner
- Gustav Heinrichs (1828–1874), deutscher Nordstaaten-General im amerikanischen Bürgerkrieg
- Gustav von Heinrichs (1839–1900), preußischer Generalleutnant
- Hans Heinrichs (Komponist) (auch Hans Heinrichs-Hauhoff; 1873–1964), deutscher Komponist und Musikpädagoge
- Hans Joachim Heinrichs (1917–1995), deutscher Textdichter, Komponist, Gastspieldirektor und Conferencier
- Hans-Jürgen Heinrichs (* 1945), deutscher Ethnologe und Schriftsteller
- Hans Lambert Heinrichs (1905–1966), deutscher Musiker und Komponist
- Harald Heinrichs (* 1970), deutscher Kommunikationswissenschaftler und Hochschullehrer
- Heinrich Matthias Heinrichs (1911–1983), deutscher Germanist und Skandinavist
- Heinz Heinrichs (Maler) (1886–1957), deutscher Maler
- Heinz Heinrichs (Politiker) (1919–1996), deutscher Politiker (SPD), Oberbürgermeister von Remscheid
- Helmut Heinrichs (1928–2017), deutscher Richter und Rechtswissenschaftler
- Heribert Heinrichs (1922–2004), deutscher Medienpädagoge
- Jill H. Heinrichs (* 1995), deutsche Grundschullehrerin und Autorin
- Joachim Heinrichs (1889–1955), deutscher Theologe
- Jochen Heinrichs (1969–2018), deutscher Botaniker
- Johann Carl Heinrichs (1793–1855), deutscher Pädagoge und Pfarrer
- Johann Heinrich Heinrichs (1765–1850), deutscher Theologe
- Johannes Heinrichs (Jurist) (1590–1664), deutscher Jurist
- Johannes Heinrichs (Philosoph) (* 1942), deutscher Philosoph und Semiotiker
- Johannes Heinrichs (Historiker) (* 1956), deutscher Althistoriker
- Johannes Heinrichs (Schauspieler) (* 1990), deutscher Schauspieler
- Josef Heinrichs (Politiker) (1919–1994), deutscher Politiker (SPD), MdL Nordrhein-Westfalen
- Josef Heinrichs (General) (* 1953), deutscher General
- Jürgen Heinrichs (* 1977), deutscher Fußballspieler
- Karen Heinrichs (* 1974), deutsche Radio- und Fernsehmoderatorin
- Karl Heinrichs (Verleger) (1899–nach 1968), deutscher Verleger
- Karl Heinrichs (Unternehmer) (vor 1917–1964), deutscher Unternehmer
- Kathrin Heinrichs (* 1970), deutsche Krimiautorin und Kabarettistin
- Konrad-Oskar Heinrichs (1890–1944), deutscher General
- Kurt Heinrichs (1894–1971), niedersächsischer Regierungspräsident
- Leo Heinrichs (Joseph Heinrichs; 1867–1908), deutschstämmiger Franziskaner und katholischer Priester
- Marco Heinrichs (* 1974), deutscher Eishockeyspieler
- Maurus Heinrichs (1904–1996), deutscher Franziskaner und Missionar in China und Japan
- Nina Heinrichs (* 1984), deutsche Moderatorin
- Otto Heinrichs (1864–1932), Kreisrat im Kreis Alsfeld
- Pascal Heinrichs (* 1989), deutscher Basketballtrainer
- Peter Heinrichs (1946–2016), deutscher Tabak- und Pfeifenhändler
- Peter Josef Heinrichs (1815–1892), deutscher Lehrer und Heimatforscher
- Rick Heinrichs, US-amerikanischer Artdirector und Szenenbildner
- Rudolf Heinrichs (1882–1969), Schweizer Architekt
- Salama Inge Heinrichs (1922–2015), deutsche Therapeutin
- Siegfried Heinrichs (1941–2012), deutscher Verleger
- Siegmund Heinrichs (1928–2013), deutscher Bildhauer
- Ulrike Heinrichs (* 1964), deutsche Kunsthistorikerin
- Werner Heinrichs (* 1947), seit 2002 Rektor der Staatlichen Hochschule für Musik und Darstellende Kunst Stuttgart
- Wilfried Heinrichs (1925–nach 1954), deutscher Fußballspieler
- Wilhelm Heinrichs (1914–1995), deutscher Komponist
- Wilhelm Heinrichs (Mathematiker), deutscher Mathematiker
- Wolfgang Heinrichs (1929–1994), deutscher Wirtschaftswissenschaftler
- Wolfgang E. Heinrichs (* 1956), deutscher Historiker und Theologe
- Wolfhart Heinrichs (1941–2014), deutscher Islamwissenschaftler, Arabist und Graeco-Arabist